# 클레르퐁텐 국립 기술 단지
페르낭 사스트르 국립 기술 단지(프랑스어: Le Centre Technique National Fernand Sastre)는 흔히 클레르퐁텐 국립 축구 연구소(프랑스어: Institut national du football de Clairefontaine) 혹은 줄여서 INF 클레르퐁텐, INF, 나 클레르퐁텐으로 알려진 국립 축구 단지로, 프랑스 축구 선수들의 훈련을 주 목적으로 한다. 이 연구소는 프랑스 전국을 통틀어 존재하는 12개의 최상위 연구 단지로, 프랑스 축구 협회 (FFF) 가 관리한다. 오직 일드프랑스 레지옹의 최고 선수들만이 클레르퐁텐 연구소에서 훈련받을 자격이 주어진다. 나머지 11개의 연구소는 카스텔모루, 샤토루, 리에뱅, 디종, 마르세유, 플루프라강, 비시, 랭스, 레위니옹, 생세바스티앙쉬르루아르, 그리고 탈랑스에 위치해 있다.
클레르퐁텐은 1988년 6월 11일에 개장되었고, 1972년부터 1984년까지 FFF의 회장을 맡은 페르낭 사스트르의 이름을 땄다. 연구소는 파리 남서쪽으로 50 km 떨어진 클레르퐁텐앙이블린에 위치해 있으며, 세계에서 가장 잘 알려진 축구 연구소이기도 하다. 니콜라 아넬카, 루이 사아, 윌리암 갈라스, 아템 벤 아르파, 아부 디아비, 세바스티앵 바송, 메흐디 베나티아, 킬리안 음바페 그리고 국가대표팀 최다 득점자 티에리 앙리 등의 재능있는 다수 프랑스 선수들을 배출한 것으로 알려져 있다. 이 연구소는 프랑스 국가대표팀의 훈련장으로도 사용되며, 1998년 FIFA 월드컵에서 우승할 당시 프랑스 국가대표팀 훈련장으로 사용된 것으로 인해 언론들의 주목을 받기 시작하였다.

## 역사
1976년, 프랑스 축구 협회 회장으로 오랜 기간동안 집권한 페르낭 사스트르는 국립 축구 단지 건립을 희망하였다. 프로젝트는 슈테판 코바치가 추진하였는데, 전 루마니아 사회주의 훈련 단지로부터 영감을 받은 것이었다. 6년 후, FFF는 클레르퐁텐앙이블린을 훈련장 건립 장소로 확정지었다. 연구소는 1985년에 기공되었고, 건설에 3년가량 소요되었다. 단지는 1988년 1월에 개장하였다. 프랑스가 주최한 1998년 FIFA 월드컵 당시, 클레르퐁텐은 프랑스 국가대표팀의 베이스 캠프로 사용되었다. 같은 해, FFF는 페르낭 사스트르에 공로를 바치며 훈련장 명칭을 개명하였다. 2000년 사스트르 전 회장의 흉상이 훈련장에 세워졌다; 또한, FIFA 월드컵의 동상도 세워져 있다.
일드프랑스 레지옹 (파리 수도권)의 13세부터 15세 사이의 우수한 신예들이 클레르퐁텐에서 훈련을 받으며 기술을 향상시킨다. 이곳에 머무는 선수들은 프랑스의 대형 클럽들로부터 관심을 받으며, 대개 성공적인 현역 생활을 보낸다.

## 입소 절차

### 등록
클레르퐁텐 연구소에 입소하기 위해, 13세 이상의 프랑스 시민권자여야 하며, 일드프랑스 레지옹에 거주하여야 하나, 센마리팀주나 외르주 거주자도 입소 가능하다. 연구소에 입소할 새 선수의 등록은 대개 매년 10월에 시작되며, 선수가 입소할 전 해, 12세의 나이일 때 등록하게 된다. 등록 마감은 12월이며, 연구소에 입소하기 위해 소속 클럽의 허가가 필요하다. 1단계 훈련은 일드프랑스 내에 위치한 각 시에서 시행된다. 각 시에서 클레르퐁텐에 입소할 소수의 선수들을 선별하게 되며, 이 절차는 사흘간 부활절 학교 휴일에 진행된다. 사흘간의 훈련 후, 연구소 감독과 관계자들은 서너명의 골키퍼를 포함해 최대 22명을 선별한다.

### 훈련 및 숙박
클레르퐁텐 입소자로 선정된 선수들은 월요일부터 금요일까지 시설내에서 훈련을 받는다. 선수들은 가족이나 친정구단에서 훈련 및 경기 출전을 위해 주말에 한해 외박이 허용된다. 또한 학교 공휴일에도 휴일이 주어진다. 선수들은 최저 학력을 만족시켜야 한다. 13세부터 15세 사이의 선수들은 랑부예에 위치한 카트랭 드 비본 드 랑부예 중학교 (Collège Catherine de Vivonne de Rambouilet) 에 통학한다. 랑부예를 졸업하면 선수들은 바카룰레아를 따기 위해루이 바상 드 랑부예 고등학교에 진학한다. 모든 연구소 생활 비용은 프랑스 프로축구연맹과 프랑스 축구 협회가 부담한다.

### 청소년 발달 프로그램
클레르퐁텐의 청소년 발달 프로그램은 다음의 다양한 축구의 분야를 접하게 한다:
- 선수의 기동성 향상 및 증진
- 연계의 효율성 증대
- 약한 발의 사용
- 선수의 경기 내 약점 최소화
- 정신적 영역 (체육 심리)
- 의료적 영역
- 체력적 영역 (피트니스)
- 기술적 능력
- 기술 훈련 (공 저글링, 공을 집은채 주행, 드리블, 킥, 패스 및 공 제어)
- 전술 (공 운반자 보조, 공 가로채기, 지원, 패스, 패스, 위치 선정 및 공간내 이동)

## 그라운드
클레르퐁텐은 대규모 축구 센터로, 56헥타르의 넓이를 지니며, 66,000m2의 잔디로 뒤덮여 있다. 랑부예 삼림 한가운데의 셰브뢰즈 계곡에 위치한다. 클레르퐁텐은 다수의 훈련장이 존재하는데, 경기장 그라운드와 인조잔디로 구성된 실내 구장이 있다. 단지 내에는 의료동, 체육관, 피트니스장, 그리고 식당이 위치한다. 또한 테니스 코트도 세군데에 마련되어 있다.

## 화보

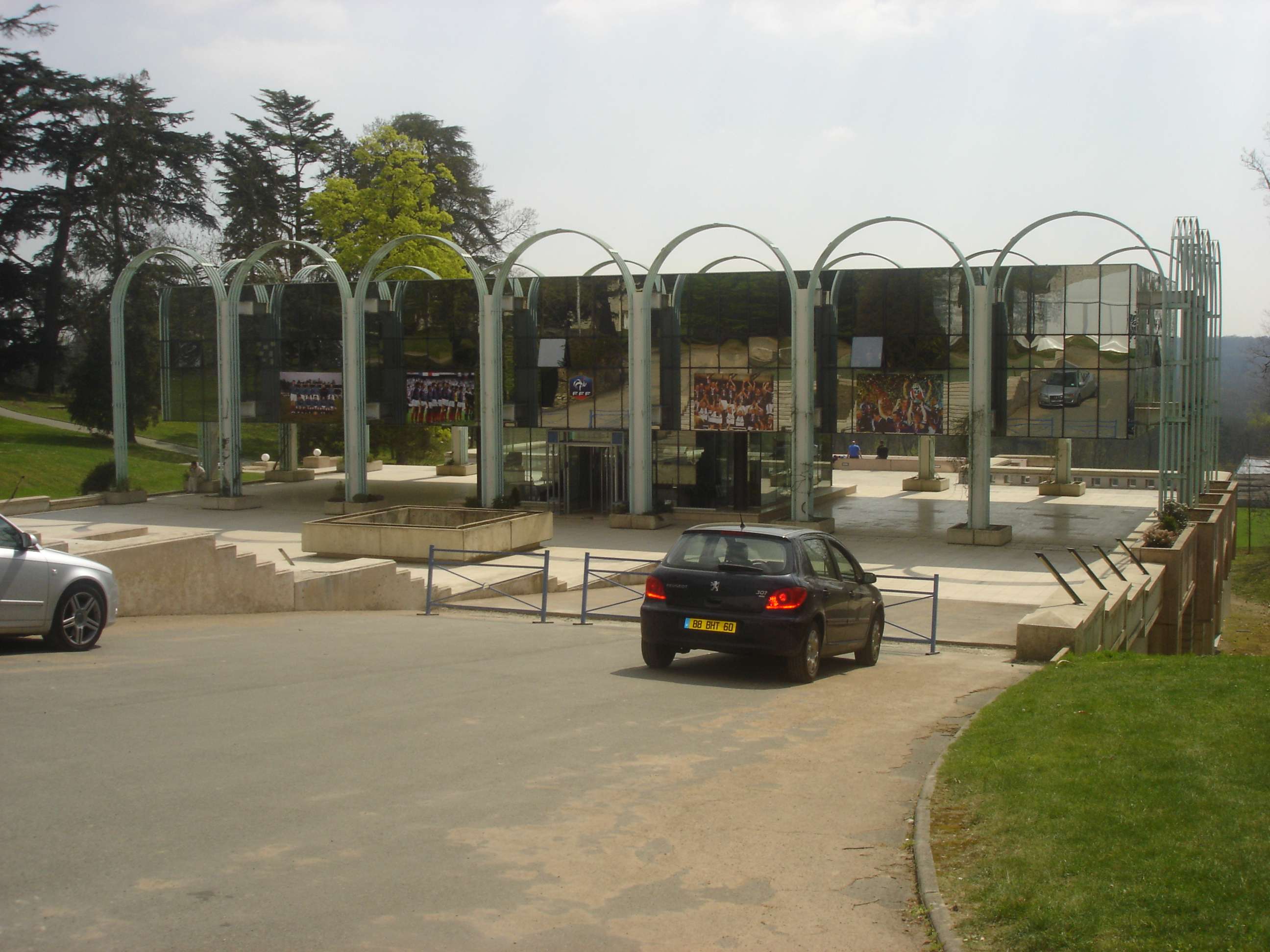
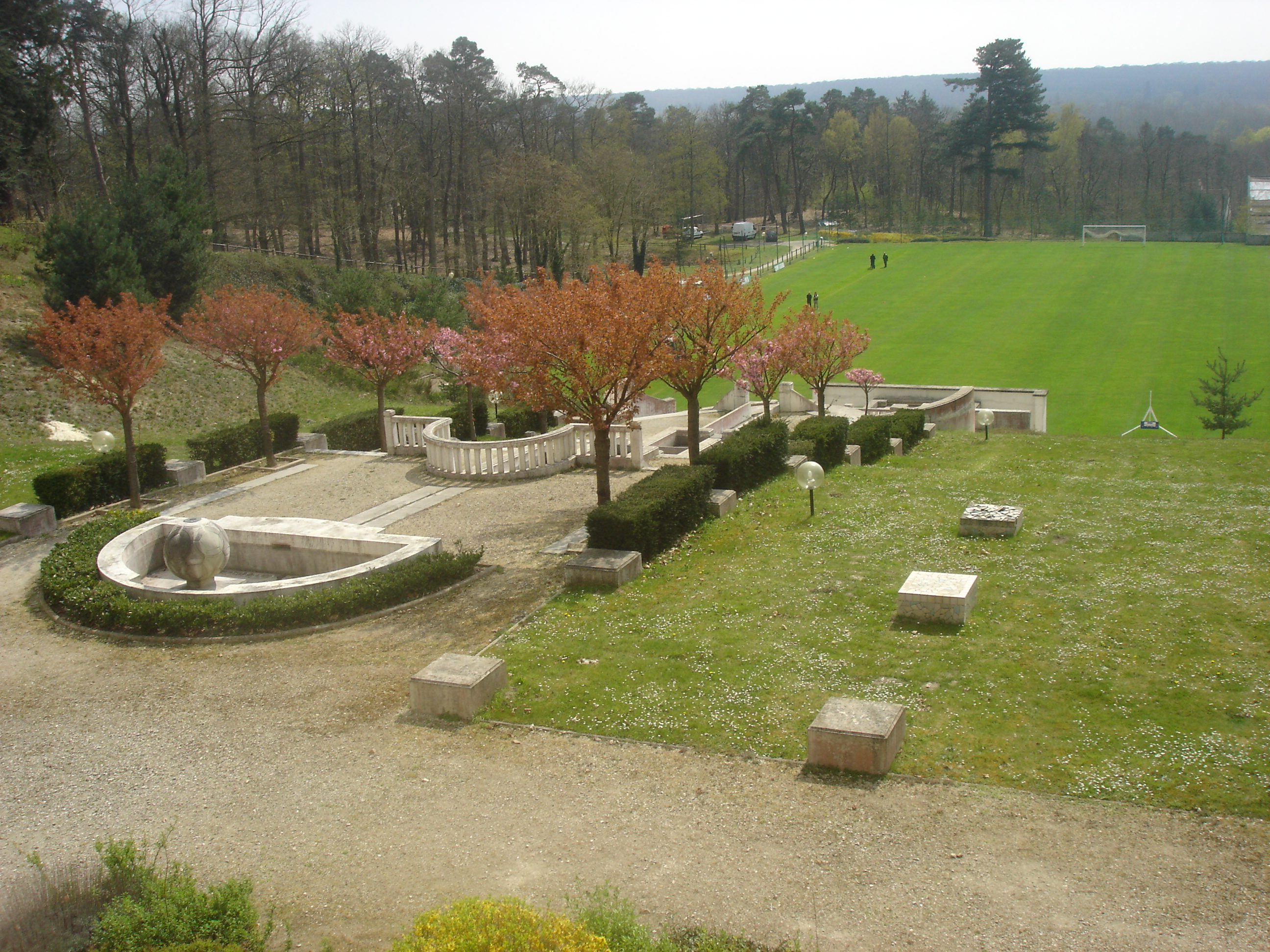
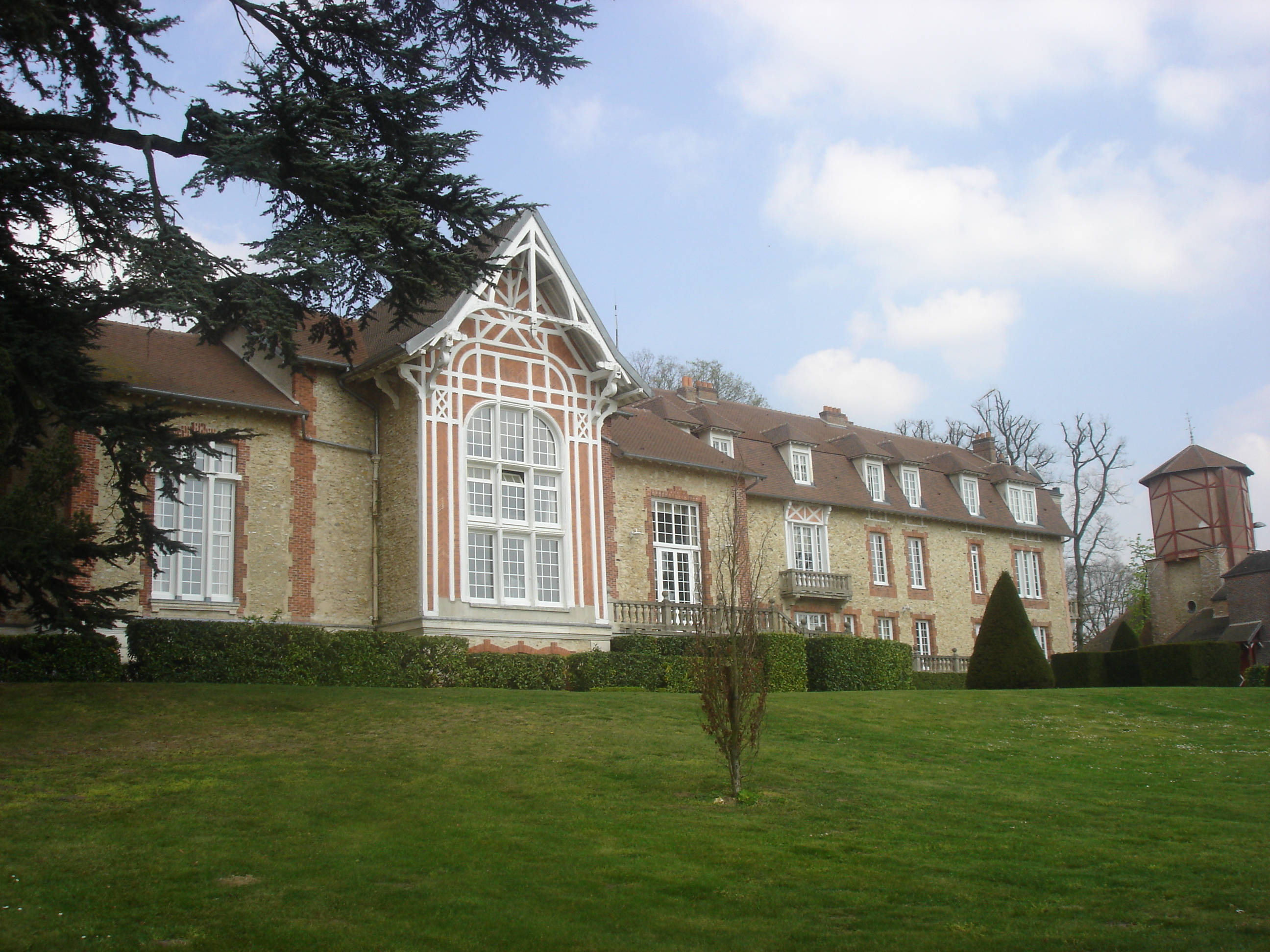

## 같이 보기
- 에메 자케
- 제라르 울리에
- PEF 플루프라강
- 프랑스 축구 국가대표팀